# Satellite Awards 2003
Die 8. Verleihung der US-amerikanischen Satellite Awards, welche die International Press Academy (IPA) jedes Jahr in verschiedenen Film- und Medienkategorien vergibt, fand am Samstag, den 21. Februar 2004, im St. Regis Hotel in Los Angeles statt. Die Nominierungen wurden am 17. Dezember 2003 bekannt gegeben. Bei den 8. Satellite Awards wurden Filme und Serien des Jahres 2003 geehrt.

## Sonderauszeichnungen
- Mary Pickford Award (für herausragende Beiträge zur Entertainment-Branche) – Arnon Milchan
- Tesla Award (für innovative Leistungen in der Filmproduktion) – James Cameron

## Gewinner und Nominierte im Bereich Film
| Film                                        | N  | A |
| ------------------------------------------- | -- | - |
| Last Samurai                                | 10 | 4 |
| Mystic River                                | 8  | 2 |
| Der Herr der Ringe: Die Rückkehr des Königs | 8  | 1 |
| Seabiscuit – Mit dem Willen zum Erfolg      | 8  | 0 |
| Master & Commander – Bis ans Ende der Welt  | 7  | 2 |
| In America                                  | 6  | 3 |
| Dreizehn                                    | 6  | 0 |
| Lost in Translation                         | 5  | 3 |
| American Splendor                           | 5  | 0 |
| Fluch der Karibik                           | 5  | 0 |
| A Mighty Wind                               | 4  | 1 |
| The Cooler – Alles auf Liebe                | 4  | 1 |
| Kill Bill – Volume 1                        | 4  | 0 |
| Whale Rider                                 | 4  | 0 |
| 21 Gramm                                    | 3  | 1 |
| Tatsächlich… Liebe                          | 3  | 0 |

### Bester Film (Drama)
In America 
- Last Samurai
- Der Herr der Ringe: Die Rückkehr des Königs
- Master & Commander – Bis ans Ende der Welt
- Mystic River
- Dreizehn
- Whale Rider

### Bester Film (Komödie/Musical)
Lost in Translation 
- American Splendor
- Bad Santa
- Kick It Like Beckham
- A Mighty Wind
- Fluch der Karibik

### Bester Hauptdarsteller (Drama)
Sean Penn – 21 Gramm und Mystic River 
Hayden Christensen – Shattered Glass
Paddy Considine – In America
Tom Cruise – Last Samurai
Jude Law – Unterwegs nach Cold Mountain
William H. Macy – The Cooler – Alles auf Liebe

### Beste Hauptdarstellerin (Drama)
Charlize Theron – Monster 
Jennifer Connelly – Haus aus Sand und Nebel
Toni Collette – Japanese Story
Samantha Morton – In America
Nikki Reed – Dreizehn
Naomi Watts – 21 Gramm
Evan Rachel Wood – Dreizehn

### Bester Hauptdarsteller (Komödie/Musical)
Bill Murray – Lost in Translation 
Jack Black – School of Rock
Johnny Depp – Fluch der Karibik
Robert Downey Jr. – The Singing Detective
Paul Giamatti – American Splendor
Billy Bob Thornton – Bad Santa

### Beste Hauptdarstellerin (Komödie/Musical)
Diane Keaton – Was das Herz begehrt 
Jamie Lee Curtis – Freaky Friday – Ein voll verrückter Freitag
Hope Davis – American Splendor
Katie Holmes – Pieces of April – Ein Tag mit April Burns
Diane Lane – Unter der Sonne der Toskana
Helen Mirren – Kalender Girls

### Bester Nebendarsteller (Drama)
Djimon Hounsou – In America 
Alec Baldwin – The Cooler – Alles auf Liebe
Jeff Bridges – Seabiscuit – Mit dem Willen zum Erfolg
Benicio del Toro – 21 Gramm
Omar Sharif – Monsieur Ibrahim und die Blumen des Koran
Ken Watanabe – Last Samurai

### Beste Nebendarstellerin (Drama)
Maria Bello – The Cooler – Alles auf Liebe 
Emma Bolger – In America
Annette Bening – Open Range – Weites Land
Patricia Clarkson – Station Agent
Marcia Gay Harden – Mystic River
Holly Hunter – Dreizehn

### Bester Nebendarsteller (Komödie/Musical)
Eugene Levy – A Mighty Wind 
Johnny Depp – Irgendwann in Mexico
Bill Nighy – Tatsächlich… Liebe
Sam Rockwell – Tricks
Geoffrey Rush – Fluch der Karibik
Thomas Sangster – Tatsächlich… Liebe

### Beste Nebendarstellerin (Komödie/Musical)
Patricia Clarkson – Pieces of April – Ein Tag mit April Burns 
Scarlett Johansson – Lost in Translation
Shaheen Khan – Kick It Like Beckham
Catherine O’Hara – A Mighty Wind
Emma Thompson – Tatsächlich… Liebe
Julie Walters – Kalender Girls

### Bester Dokumentarfilm
Amandla! A Revolution in Four Part Harmony 
- Capturing the Friedmans
- The Fog of War
- Lost in La Mancha
- My Flesh and Blood
- Stevie

### Bester fremdsprachiger Film
City of God (Cidade de Deus), Brasilien
- Die Invasion der Barbaren (Les invasions barbares), Kanada
- Ein Lied von Liebe und Tod – Gloomy Sunday, Deutschland
- Monsieur Ibrahim und die Blumen des Koran (Monsieur Ibrahim et les fleurs du Coran), Frankreich
- Osama, Afghanistan/Iran
- Frühling, Sommer, Herbst, Winter… und Frühling (Bom yeoreum gaeul gyeoul geurigo bom), Südkorea

### Bester Film (Animationsfilm oder Real-/Animationsfilm)
Das große Rennen von Belleville 
- Bärenbrüder
- Findet Nemo
- Looney Tunes: Back in Action
- Millennium Actress
- Sinbad – Der Herr der sieben Meere

### Beste Regie
Jim Sheridan – In America 
Niki Caro – Whale Rider
Sofia Coppola – Lost in Translation
Clint Eastwood – Mystic River
Catherine Hardwicke – Dreizehn
Robert Pulcini und Shari Springer Berman – American Splendor

### Bestes adaptiertes Drehbuch
Mystic River – Brian Helgeland
- American Splendor – Robert Pulcini und Shari Springer Berman
- Unterwegs nach Cold Mountain – Anthony Minghella
- Seabiscuit – Mit dem Willen zum Erfolg – Gary Ross
- Shattered Glass – Billy Ray
- Whale Rider – Niki Caro

### Bestes Originaldrehbuch
Lost in Translation – Sofia Coppola
- 21 Gramm – Guillermo Arriaga
- The Cooler – Alles auf Liebe – Frank Hannah und Wayne Kramer
- Kill Bill – Volume 1 – Quentin Tarantino und Uma Thurman
- Station Agent – Tom McCarthy
- Dreizehn – Catherine Hardwicke und Nikki Reed

### Beste Filmmusik
Last Samurai – Hans Zimmer
- Star Camp – Stephen Trask
- Unterwegs nach Cold Mountain – Gabriel Yared
- Findet Nemo – Thomas Newman
- Der Herr der Ringe – Die Rückkehr des Königs – Howard Shore
- The Missing – James Horner
- Seabiscuit – Mit dem Willen zum Erfolg – Randy Newman

### Bester Filmsong
Siente mi amor von Robert Rodriguez und José Tamez – Irgendwann in Mexico 
- Cross the Green Mountain – Gods and Generals
- Great Spirits – Bärenbrüder
- The Heart of Every Girl – Mona Lisas Lächeln
- How Shall I See You Through My Tears – Star Camp
- A Kiss at the End of the Rainbow – A Mighty Wind

### Beste Kamera
Last Samurai – John Toll
- Das Mädchen mit dem Perlenohrring
- Der Herr der Ringe: Die Rückkehr des Königs
- Master & Commander – Bis ans Ende der Welt
- Mystic River
- Seabiscuit – Mit dem Willen zum Erfolg

### Beste Visuelle Effekte
Master & Commander – Bis ans Ende der Welt – Stefen Fangmeier, Nathan McGuinness, Robert Stromberg und Daniel Sudick
- Kill Bill – Volume 1
- Last Samurai
- Der Herr der Ringe: Die Rückkehr des Königs
- Fluch der Karibik
- Terminator 3 – Rebellion der Maschinen

### Bester Filmschnitt
Last Samurai – Victor Du Bois und Steven Rosenblum
- Haus aus Sand und Nebel
- Der Herr der Ringe: Die Rückkehr des Königs
- Master & Commander – Bis ans Ende der Welt
- Mystic River
- Seabiscuit – Mit dem Willen zum Erfolg

### Bester Tonschnitt
Master & Commander – Bis ans Ende der Welt 
- Kill Bill – Volume 1
- Last Samurai
- Der Herr der Ringe: Die Rückkehr des Königs
- Mystic River
- Seabiscuit – Mit dem Willen zum Erfolg

### Bestes Szenenbild
Der Herr der Ringe: Die Rückkehr des Königs – Grant Major, Dan Hennah und Alan Lee
- Kill Bill – Volume 1
- Last Samurai
- Master & Commander – Bis ans Ende der Welt
- Seabiscuit – Mit dem Willen zum Erfolg
- Whale Rider

### Bestes Kostümdesign
Last Samurai – Ngila Dickson 
- The Company – Das Ensemble
- Der Herr der Ringe: Die Rückkehr des Königs
- Master & Commander – Bis ans Ende der Welt
- Fluch der Karibik
- Seabiscuit – Mit dem Willen zum Erfolg

## Gewinner und Nominierte im Bereich Fernsehen
| Serie                                | N | A |
| ------------------------------------ | - | - |
| Engel in Amerika                     | 7 | 3 |
| Arrested Development                 | 5 | 3 |
| Carnivàle                            | 4 | 0 |
| Soldier’s Girl                       | 4 | 0 |
| The Shield – Gesetz der Gewalt       | 3 | 3 |
| Out of Order                         | 3 | 1 |
| Alias – Die Agentin                  | 3 | 0 |
| Angel – Jäger der Finsternis         | 3 | 0 |
| Mein Haus in Umbrien                 | 3 | 0 |
| Nip/Tuck – Schönheit hat ihren Preis | 3 | 0 |
| Our Town                             | 3 | 0 |
| Will & Grace                         | 3 | 0 |

### Beste Fernsehserie (Drama)
The Shield – Gesetz der Gewalt 
- Boomtown
- Carnivàle
- Law & Order: New York
- Nip/Tuck – Schönheit hat ihren Preis
- Six Feet Under – Gestorben wird immer

### Beste Fernsehserie (Komödie/Musical)
Arrested Development 
- Da Ali G Show
- The Bernie Mac Show
- Lass es, Larry!
- Kid Notorious
- Sex and the City

### Beste Miniserie
Engel in Amerika 
- Children of Dune
- Out of Order
- Doctor Zhivago
- Helena von Troja
- Hornblower

### Bester Fernsehfilm
Rudy: The Rudy Giuliani Story 
- Normal
- Mein Haus in Umbrien
- Our Town
- Pancho Villa – Mexican Outlaw
- Soldier’s Girl

### Bester Darsteller in einer Serie (Drama)
Michael Chiklis – The Shield – Gesetz der Gewalt 
David Boreanaz – Angel – Jäger der Finsternis
Anthony LaPaglia – Without a Trace – Spurlos verschwunden
Julian McMahon – Nip/Tuck – Schönheit hat ihren Preis
David Paymer – Line of Fire
Nick Stahl – Carnivàle

### Beste Darstellerin in einer Serie (Drama)
CCH Pounder – The Shield – Gesetz der Gewalt 
Jennifer Garner – Alias – Die Agentin
Amy Madigan – Carnivàle
Ellen Muth – Dead Like Me – So gut wie tot
Joely Richardson – Nip/Tuck – Schönheit hat ihren Preis
Amber Tamblyn – Die himmlische Joan

### Bester Darsteller in einer Serie (Komödie/Musical)
Bernie Mac – The Bernie Mac Show 
Sacha Baron Cohen – Da Ali G Show
Bryan Cranston – Malcolm mittendrin
Larry David – Lass es, Larry!
Eric McCormack – Will & Grace
Tony Shalhoub – Monk

### Beste Darstellerin in einer Serie (Komödie/Musical)
Jane Kaczmarek – Malcolm mittendrin 
Lauren Graham – Gilmore Girls
Bonnie Hunt – Alles dreht sich um Bonnie
Debra Messing – Will & Grace
Alicia Silverstone – Kate Fox & die Liebe
Wanda Sykes – Wanda at Large

### Bester Darsteller in einer Miniserie oder einem Fernsehfilm
James Woods – Rudy: The Rudy Giuliani Story 
Robert Carlyle – Hitler – Aufstieg des Bösen
Troy Garity – Soldier’s Girl
Lee Pace – Soldier’s Girl
Al Pacino – Engel in Amerika
Tom Wilkinson – Normal

### Beste Darstellerin in einer Miniserie oder einem Fernsehfilm
Meryl Streep – Engel in America 
Felicity Huffman – Out of Order
Jessica Lange – Normal
Helen Mirren – The Roman Spring of Mrs. Stone
Mary Tyler Moore – Blessings
Maggie Smith – Mein Haus in Umbrien

### Bester Nebendarsteller in einer Serie (Drama)
Neal McDonough – Boomtown 
Andy Hallett – Angel – Jäger der Finsternis
Hill Harper – The Handler
Anthony Heald – Boston Public
Michael Rosenbaum – Smallville
Gregory Smith – Everwood

### Beste Nebendarstellerin in einer Serie (Drama)
Mary Steenburgen – Joan of Arcadia 
Amy Acker – Angel – Jäger der Finsternis
Adrienne Barbeau – Carnivàle
Loretta Devine – Boston Public
Lena Olin – Alias – Die Agentin
Gina Torres – Alias – Die Agentin

### Bester Nebendarsteller in einer Serie (Komödie/Musical)
Jeffrey Tambor – Arrested Development 
David Cross – Arrested Development
Bonnie Hunt – Alles dreht sich um Bonnie
Sean Hayes – Will & Grace
Matt LeBlanc – Friends
David Hyde Pierce – Frasier

### Beste Nebendarstellerin in einer Serie (Komödie/Musical)
Jessica Walter – Arrested Development 
Kelly Bishop – Gilmore Girls
Kim Cattrall – Sex and the City
Jane Leeves – Frasier
Christa Miller – Scrubs – Die Anfänger
Portia de Rossi – Arrested Development

### Bester Nebendarsteller in einer Miniserie oder einem Fernsehfilm
Justin Kirk – Engel in Amerika 
Eion Bailey – Pancho Villa – Mexican Outlaw
Chris Cooper – Mein Haus in Umbrien
Shawn Hatosy – Soldier’s Girl
Patrick Wilson – Engel in Amerika
Jeffrey Wright – Engel in Amerika

### Beste Nebendarstellerin in einer Miniserie oder einem Fernsehfilm
Justine Bateman – Out of Order 
Jayne Atkinson – Our Town
Anne Bancroft – The Roman Spring of Mrs. Stone
Jane Curtin – Our Town
Mary-Louise Parker – Engel in Amerika
Emma Thompson – Engel in Amerika